# Хибер-Овергард (Аризона)
Хибер-Овергард (енгл. Heber-Overgaard) насељено је место без административног статуса у америчкој савезној држави Аризона.

## Демографија
По попису из 2010. године број становника је 2.822, што је 100 (3,7%) становника више него 2000. године.
| Група             | 2000.         | 2010.         |
| Белци             | 2.479 (91,1%) | 2.382 (84,4%) |
| Афроамериканци    | 2 (0,1%)      | 7 (0,2%)      |
| Азијати           | 4 (0,1%)      | 8 (0,3%)      |
| Хиспаноамериканци | 165 (6,1%)    | 326 (11,6%)   |
| Укупно            | 2.722         | 2.822         |